# 李舸 (摄影记者)
李舸（1969年—），男，北京人，中国摄影记者，人民日报总编室部务委员、高级记者，中国摄影家协会主席。